# Randall Munroe
Randall Patrick Munroe (Easton, 17 ottobre 1984) è un programmatore, fumettista e scrittore statunitense, celebre per aver creato il webcomic xkcd.
Già collaboratore a contratto della NASA, ha abbandonato l'attività per svolgere a tempo pieno quella di disegnatore: infatti grazie al webcomic è autosufficiente.

## Biografia
Munroe era un appassionato di fumetti sin da bambino, soprattutto di Calvin and Hobbes. Dopo essersi diplomato alla Chesterfield County Mathematics and Science High School a Clover Hill nell'ambito del programma "A Renaissance Program", si è laureato in fisica alla Christopher Newport University nel 2006. Munroe ha lavorato come libero professionista per la NASA al Langley Research Center prima e dopo la laurea. Nel gennaio 2006 il suo contratto con la NASA decadde e iniziò a scrivere xkcd a tempo pieno. Sostiene il webcomic con le vendite di merchandise relativo alle strisce. Il webcomic divenne presto molto popolare, raggiungendo fino a 70 milioni di contatti nell'ottobre 2007.
Munroe ha tenuto anche diverse conferenze, in luoghi come il Googleplex di Google a Mountain View, in California. Nel dicembre 2006 emise un assegno a favore della Verizon Communications, nel quale, al posto delle cifre, usava un'espressione matematica complessa per indicare l'importo. L'assegno era una protesta contro i problemi che un suo amico, cliente di Verizon, aveva vissuto usando il sistema di pagamento di Verizon. Munroe vive a Somerville (Massachusetts) e ha due fratelli: Doug e Ricky. Nel luglio del 2013 gli è stato dedicato un asteroide della fascia principale, 4942 Munroe.

## Webcomic

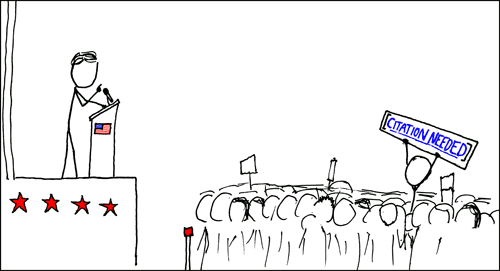
I fumetti di Randall Munroe contengono spesso riferimenti alla cultura di internet, in questo vignetta viene ripreso il template di Wikipedia.

XKCD è un fumetto con figure stilizzate che tratta principalmente soprattutto di programmazione e informatica, matematica, scienze, linguaggio e romanticismo.
Munroe usò dapprima la combinazione di lettere xkcd come nickname: la scelta di quella sigla era dovuta alla volontà di usare un nome privo di significato, in modo da non stancarsene nel tempo. Registrò il nome di dominio ma lo lasciò inutilizzato fino a quando, nel settembre 2005, non iniziò a caricare i propri disegni (all'inizio erano scansioni di disegni fatti sui quaderni degli appunti durante le lezioni). Munroe pubblica le sue opere nei termini giuridici contenuti nella licenza Creative Commons 2.5, affermando che una tale scelta non attiene solo a questioni legate alla cultura libera, ma rappresenta anche una scelta economica sensata. Dalle strisce è stato pubblicato anche un libro.

## Saggi scientifici
- What if?: serious scientific answers to absurd hypothetical questions, London: John Murray, 2015, ISBN] 9781848549562 Pbk. Edizione in lingua italiana: Cosa accadrebbe se?: risposte scientifiche a domande ipotetiche assurde; traduzione di Salvatore Serù, Milano: Bompiani, 2015, ISBN] 978-88-452-7971-3

## Altri lavori
- Munroe è creatore dei siti web "BestThing"[15][16], "The Funniest"[17][18], e "The Fairest"[19][20], ciascuno dei quali presenta agli utenti la possibilità di scegliere due immagini alternative e chiede di indicarne una.
- Il sito "WetRiffs" website fu aperto come uno scherzo un mese dopo aver disegnato la striscia intitolata "Rule 34"[21]in cui lamentava "la mancanza di fotografie di donne con chitarre sotto la doccia su internet."[22]
- Il sito "LimerickDB" incoraggia la creazione di limerick e ne raccoglie esempi.[23] In seguito, ha dato vita ad una wiki per il geohashing basata su una delle sue vignette che contiene un algoritmo che genera coordinate pseudo-casuali ogni giorno.[24]
- Oltre a mantenere i suoi siti Munroe si occupa di kite photography (una forma di fotografia aerea in cui le macchine fotografiche sono agganciate a degli aquiloni).[25]